# Hexathele
Hexathele là một chi nhện trong họ Hexathelidae.

## Hình ảnh

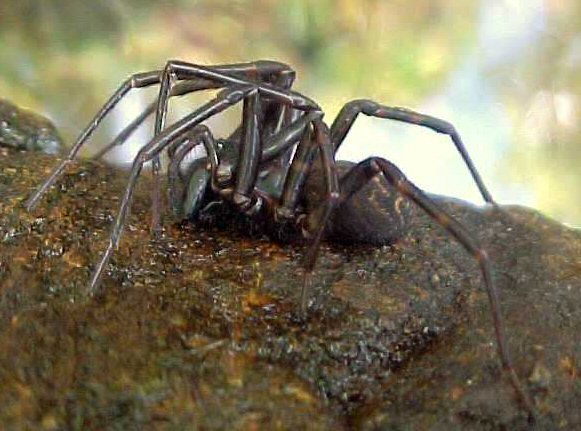